# 長野県立松川高等学校
もしかして
- 長野県松川高等学校

ではありませんか？